# 북아일랜드 노동당
북아일랜드 노동당(영어: Labour Party in Northern Ireland)은 북아일랜드의 정당이다. 현재 북아일랜드의 군소 정당으로 2008년에 설립했다.